# Dan Hicks (cantante)
Daniel Ivan Hicks, meglio conosciuto come Dan Hicks (Little Rock, 9 dicembre 1941 – Mill Valley, 6 febbraio 2016), è stato un cantautore e chitarrista statunitense.

## Origini
Nel 1946, la famiglia Hicks muove alla volta della California (il padre è un militare). Successivamente, gli Hicks si spostano a Santa Rosa, a nord di San Francisco, dove Daniel Ivan (questo il nome intero) impara a percuotere il rullante nella locale banda scolastica. Nel 1956, si esibisce già in locali complessi da ballo. Alle superiori partecipa al programma radiofonico Time Out for Teens, che si svolge ogni giorno per quindici minuti e ha carattere locale. Verso la fine degli anni cinquanta, si iscrive al San Francisco State College.
Imbraccia la chitarra nel 1959 e diviene parte dello scenario folk di San Francisco, esibendosi nei locali caffè. Hicks miscela elementi di folk, jazz, country, ragtime e jug music. Le sue canzoni sono spesso intrise di un allegro senso dello humour, come si può evincere dal titolo di una delle sue canzoni (scritta al tempo dei Charlatans), How Can I Miss You When You Won't Go Away? ("Perché mi manchi se non stai andando via?").

## I Charlatans e gli Hot Licks
Hicks si unisce ai Charlatans, band di San Francisco, nel 1965, per uscirne, successivamente, nel 1968, quando fonda gli Hot Licks (il nome completo della band è Dan Hicks and His Hot Licks, cioè "Dan Hicks e le sue calde leccate", e prese piede come band di apertura per gli stessi Charlatans). Con Hicks ci sono il violinista David LaFlamme. LaFlamme viene presto rimpiazzato dal violinista jazz "Symphony" Sid Page. Il resto della banda è formato dalle cantanti Sherri Snow e Christine Gancher (le vocalist del gruppo verranno ribattezzate le "Lickettes"), dal chitarrista John Weber e dal bassista Jaime Leopold. Il gruppo non presenta batterista. Questo line-up (che durerà fino al 1971) viene messo sotto contratto dalla Epic e, nel 1969, pubblica l'album omonimo (conosciuto anche con il titolo di Original Recordings), prodotto da Bob Johnston. Nell'album spiccano Canned Music, I Scare Myself e It's Bad Grammar, Baby.
Quando Hicks ristruttura la band, Page e Leopold ci sono ancora, con l'aggiunta delle vocalist Naomi Ruth Eisenberg e Maryann Price, oltre al chitarrista John Girton. Questa formazione incide tre album, nell'ultimo dei quali (Last Train to Hicksville, del 1973) il gruppo, infine, aggiunge un batterista. Hicks ha avuto, nel frattempo, il tempo di incidere canzoni memorabili, quali Where's The Money?, By Hook Or By Crook (che è dei tempi dei Charlatans), Is This My Happy Home?, Moody Richard, Presently In The Past, Lonely Madman, The Euphonius Whale ecc.
Dopo aver suscitato entusiasmo solo tra la critica, con Last Train to Hicksville il gruppo raggiunge finalmente il successo, come testimonia l'apparizione di Hicks sulla copertina della rivista Rolling Stone. È, quindi, una grossa sorpresa per tutti il fatto che, proprio a questo punto, Hicks decida di chiudere l'esperienza degli Hot Licks. Intervistato nel 1974, Hicks ebbe ad affermare a questo proposito:

## Dopo gli Hot Licks
Subito dopo lo scioglimento degli Hot Licks, Hicks viene invitato da Ralph Bakshi a metter su della musica per un episodio del film Fritz il gatto, Hey good lookin'. La cosa va per le lunghe e, quando, nel 1982, il cartone è pronto, la produzione ha affidato a John Madara il compito che era di Hicks. La Warner decide di editare il materiale in un disco a nome del solo Dan Hicks, dal titolo It Happened One Bite, nome che deriva dalla giocosa storpiatura del titolo di un film di Frank Capra del 1934, It Happened One Night (Accadde una notte): bite vuol dire "morso" o "boccone" (è chiaro il riferimento a Fritz il gatto).
Nel 2001, dopo una vita vissuta nel cono d'ombra, l'industria discografica gli cede un tributo doveroso: Hicks incide Beatin' the Heat, accompagnato da grandi nomi: Rickie Lee Jones, Tom Waits, Elvis Costello, Bette Midler, oltre al chitarrista, leader degli Stray Cats, Brian Setzer. Nell'album appaiono alcuni dei vecchi pezzi di Hicks, come Hummin' to Myself (tratto da It Happened One Bite) e I Scare Myself, The Piano Has Been Drinking di Waits (tratta da Small Change del 1976), My Cello, Strike It While It's Hot, Hell I'd Go e I've Got a Capo on My Brain.
Il 6 febbraio 2016 muore, dopo una lunga battaglia contro il cancro.

## Cinema
Hicks appare nel film di Michael Apted Conflitto di classe (Class Action) del 1991, con Gene Hackman. Con lui ci sono la Eisenberg e la Price. Precedentemente, era apparso nel documentario Revolution (1968), ambientato a San Francisco.

## Discografia
- 1969 Dan Hicks & His Hot Licks (conosciuto anche come Original Recordings) (Epic)
- 1971 Where's The Money? (Blue thumb - LP; MCA - CD)
- 1972 Striking It Rich (Blue thumb - LP; MCA - CD)
- 1973 Last Train to Hicksville... The Home of Happy Feet (Blue thumb - LP; MCA - LP, CD)
- 1978 It Happened One Bite (Warner Bros.) (a nome del solo Hicks)
- 1994 Shootin' Straight (Private music) (a nome Dan Hicks and The Acoustic Warriors) (live)
- 1996 The Amazing Charlatans (a nome The Charlatans)
- 1997 Return to Hicksville
- 1998 Early Muses
- 2000 Beatin' The Heat (Hollywood)
- 2001 The Most of Dan Hicks & His Hot Licks (raccolta)
- 2001 Alive and Lickin'
- 2003 Dan Hicks & the Hot Licks - DVD/CD package
- 2004 Selected Shorts